# 浄泉寺 (新宮市)
浄泉寺（じょうせんじ）は、和歌山県新宮市にある真宗大谷派の寺院。山号は遠松山。本尊は阿弥陀如来。

## 沿革
元和5年（1619年）、水野重仲が遠州浜松城より新宮城へ国替に当たり浜松普法山善照寺別院住職尊海を同伴し、当寺を建立。遠州浜松の地名をとり遠松山浄泉寺と名付けられた。城主水野家より代々菩提寺同等の待遇が与えられていた。今も水野重仲及び水野重期等の位牌が祠られている。本堂屋根の正面に城主水野家の家紋が付けられているのもその為である。浄泉寺12代住職に幸徳事件（大逆事件）の被告の一人として知られる高木顕明がいる。